# Nicòmac de Gèrasa
Nicòmac (en grec antic: Νικόμαχος Γερασηνός, llatí: Nicomachus Gerasenus; c. 60 - 120 dC) fou un matemàtic de l'antiga Grècia natural de Gèrasa a la província romana de Síria (actual Jerash (Jordània). És conegut per les seves obres, Introducció a l'Aritmètica i Manual d'Harmonia, que són una font molt important pel coneixement de les matemàtiques i la música a l'Antiguitat.

## Vida
No se sap res de la seva vida, a part que era nadiu de Gèrasa, a l'Orient proper. Va viure en temps de l'emperador Tiberi, al segle i, i era força conegut pels seus contemporanis com un membre prominent de l'escola neopitagòrica.

## Obra
Va escriure sobre aritmètica i música, i potser també sobre altres temes. Boeci va escriure una obra sobre aritmètica que era reproducció de l'obra de Nicòmac.
Les obres seves que es conserven són:
- Ἀριθμητικης εἰσααγωγῆζ, Introducció a l'aritmètica, que es conserva en grec i en una traducció al llatí de Boeci, i que resulta ser un dels pocs documents (sinó l'únic) que tenim de la teoria de nombres de la Grècia clàssica.[4] Entre d'altres aportacions, en aquest llibre es defineixen per primer cop els concepts de nombre abundant i nombre deficient.[5] La transmissió d'aquest llibre a l'àrab va ser la font de diferents tractats d'aritmètica medievals, entre els quals el del filòsof hebreu barceloní Abraham Bar Hiyya.[6]
- Ἐγχειρίδιον ἁρμονικῆς, Manual d'Harmonia, escrit en forma de carta a una dona noble.[7]
- La seva Introducció a la música està perduda, però es considera que és la font principal del primer llibre de De institutione musica de Boeci.

I les obres perdudes de les quals es coneix el títol són:
- θεολογούμενα ἀριθμητικῆς, La Teologia dels Nombres, que és possible reconstruir parcialment a partir d'altres fonts i que parla de les facultats, la dignitat i les propietats místiques dels nombres.[8]
- γεωμετρίκή εισαγωγή, Introducció a la geometria.[9]
- τέχνη ἀριθμητικὴ, Art numèric.
- περὶ ἑορτῶν Αἰγυπψίων, Sobre les festes egípcies.[10]

Alguns historiadors li atribueixen una Biografia de Pitàgoras i, tot i que no existeix cap prova evident, podria ser possible que l'hagués escrit.